# Secretaría de Planeamiento
La Secretaría de Planeamiento de la Argentina fue una secretaría de Estado perteneciente a la Presidencia de la Nación que funcionó a partir de 1978 sustituyendo al Ministerio de Planeamiento creado en 1976.

## Historia
Fue creado por Ley 21 909/1978, rubricada por el presidente (de facto) Videla el 6 de diciembre de 1978 y publicada el 14 del mismo mes y año.
Su único titular fue el brigadier José Miret, designado el 15 de diciembre de 1978; cuando finalizaba la dictadura, presentó su renuncia, la que se volvió efectiva el 10 de diciembre de 1983.
Por Ley 23 023/1983, dictada por Bignone el 8 de diciembre de 1983 y publicada el 14 del mismo mes y año, la Secretaría General de la Presidencia y la Secretaría de Planificación asumieron las funciones de la de Planeamiento, que quedó disuelta.

## Competencia y funciones
Por Decreto S 1458/1979 del 19 de junio de 1979, asumió tres funciones de la Subsecretaría de Planeamiento para la Defensa del Ministerio de Defensa, la que se disolvió.